# Hope (album The Kelly Family)
Hope – dziewiętnasty album studyjny zespołu The Kelly Family. Wyprodukowany przez Angelo i Jimmy'ego Kelly, wydany w 2005 r. w większości krajów Europy.
Płyta zespołu nagrana w pięcioosobowym składzie: Patricia, Jimmy, Joey, Maite, Angelo. W jednym z utworów śpiewa również Kira - żona Angelo. Na okładce płyty umieszczona jest informacja, że całkowity dochód ze sprzedaży przeznaczony zostanie na "St. John Children" (Dzieci św. Jana), organizację pomagającą dzieciom bezdomnych i żyjącym w rodzinach, w których jest przemoc.

## Lista utworów
1. "San Jose" (śpiew: Patricia, Jimmy) – 3:43
2. "Shortnin' Bread" (śpiew: Patricia) – 2:28
3. "I'll Be Your Man" (śpiew: Angelo, Kira) – 3:12
4. "Let My People Go" (śpiew: Angelo, Joey, Jimmy, Patricia) – 3:13
5. "Lord Can You Hear My Prayer" (śpiew: Jimmy) – 3:03
6. "First Time" (śpiew: Patricia) – 4:38
7. "Magnificat / Amazing Grace" (śpiew: Maite) – 2:09
8. "We Love The Pope" (śpiew: Angelo, Jimmy, Patricia, Joey) – 3:51
9. "True Love" (śpiew: Joey) – 3:50
10. "Motherless Child / Sick Man" (śpiew: Jimmy, Patricia) – 3:57